# مازون
مازون كانت مقاطعة ساسانية في أواخر العصور القديمة، وهي تتوافق مع دول العصر الحديث البحرين وقطر والإمارات العربية المتحدة والنصف الشمالي من سلطنة عمان. كانت المقاطعة بمثابة بؤرة استيطانية ساسانية، ولعبت دورًا مهمًا في الجهود الساسانية للسيطرة على تجارة المحيط الهندي، وإثبات هيمنتها في المناطق الغنية في حضرموت واليمن.
في القرن السادس، كانت المقاطعة يحكمها عملاء وحلفاء الساسانيين، المناذرة.

## التاريخ
غزا أردشير الأول (حكم من 224 حتى 242) شرق الجزيرة العربية في حوالي العام 240، الذي جعلها محافظة مازون. وطبقًا لنص من ابقرن الثامن بعنوان عواصم المحافظات في إيران (restahrestanīhā rānšahr)، عيَّن أردشير أوشاج من هجر مرزبان (قائد مقاطعة حدودية، "مارغريف") فوق الدوسر وبورج جيل عبر جدار العرب". كما قام بترحيل قبيلة الأزد البارزة من عمان إلى الشحر على ساحل حضرموت. وخلال طفولة الشاه سابور الثاني (حكم من 309 حتى 379)، توغّل بدو العرب في موطن بارس الساساني، حيث داهموا غور ومحيطها. وعلاوة على ذلك، توغلوا أيضًا في مشان ومازون. وفي سن ال16، قاد سابور الثاني رحلة استكشافية ضد العرب. لقد قام في المقام الأول بحملات ضد قبيلة إياد في أشورستان وبعد ذلك عبر الخليج العربي ووصل إلى شرق الجزيرة العربية، وشرع في مهاجمة بنو تميم في جبال الحجر. وبحسب ما ورد قتل سابور الثاني عددًا كبيرًا من السكان العرب ودمر إمدادات المياه الخاصة بهم عن طريق سد آبارهم بالرمل.
بعد أن تعامل مع عرب شرق الجزيرة العربية، واصل حملته الاستكشافية إلى غرب شبه الجزيرة العربية وسوريا، حيث هاجم عدة مدن - حتى أنه ذهب إلى يثرب. وبسبب أسلوبه القاسي في التعامل مع العرب، أطلقوا عليه ذو الاكتاف «نازع / شاق الأكتاف». لم يُهدئ سابور الثاني عرب الخليج فحسب، بل دفع أيضًا العديد من القبائل العربية إلى عمق شبه الجزيرة العربية. كما قام بترحيل بعض القبائل العربية بالقوة، مثل تغلب إلى البحرين وحتا، وبنو عبد القيس وبنو تميم إلى هجر، وبني بكر إلى كيرمان، وبنو حنظلة إلى مكان قريب من هرمزد-أردشير. تم إنشاء حاميات ساسانية في الساحل الاستراتيجي لسلطنة عمان في منطقة الباطنة، بما في ذلك طرف شبه جزيرة مسندم وصحار والرستاق. قام سابور الثاني، من أجل منع العرب من شن المزيد من الغارات على بلاده، ببناء جدار بالقرب من الحيرة، والذي أصبح يُعرف باسم war-i tazigān («سور العرب»).
مع وجود شرق شبه الجزيرة العربية تحت السيطرة الساسانية بقوة، ومع إنشاء قوات الحامية الساسانية، صار الطريق أمام انتشار الزرادشتية مفتوحًا. غالبًا ما يذكر الشعراء العرب قبل الإسلام ممارسات الزرادشتية، والتي يجب أن يكونوا قد اتصلوا بها في أشورستان أو شرق الجزيرة العربية. في حوالي العام 531/2 عين الشاه كسرى الأول (حكم من 531 حتى 579) ملك المناذرة المنذر بن امرئ القيس حاكمًا لمازون.
تم التنقيب مؤخرًا عن حصن ساساني متأخر بالفليج في عمان.